# Херез де ла Фронтера
Херез де ла Фронтера (шп. Jerez de la Frontera) град је у провинцији Кадис у аутономном региону Андалузија у Шпанији. Херез има 192.648 становника по попису из 2004. године.
Део назива „de la Frontera“, што у преводу значи „на граници“, добио је јер је био неосвојива област за време борбе Мавара и хришћана. Родно је место познатог Шерија (Sherry) који се тада на шпанском звао (Jerez) Херез. На другим језицима изведена реч Шери (Sherry) потиче од арапског назива за град Шериш (Sherish). Касније су из овога Енглези извели Sherry, што се до данас одржало.
Од 1986. до 1990, 1994. и 1997. одржавале су се трке. У Херезу се налази светски позната краљевско-андалусијска школа јахања. Град има аеродром. Овде се сваке године крајем фебруара одржава две недеље Фламенко фестивал.

## Становништво
Према процени, у граду је 2008. године живело 205.364 становника.

| 1981.   | 1989.   | 1991.   | 2001.   | 2002.   |
| ------- | ------- | ------- | ------- | ------- |
| 176.238 | 183.316 | 184.364 | 183.273 | 183.273 |

## Партнерски градови
- Лас Палмас де Гран Канарија
- Писко
- Кордоба
- Севиља
- Фос до Игуасу
- Мокуегуа
- Ел Пасо
- Кастро Урдијалес
- Арл
- Бијариц